# KallMeKris
Kallmekris is de nom de plume van Canadese Youtubester en TikTokster Kristina Lee Halliwell Collins (Abbotsford, 1 juli 1996). Ze is sinds de coronapandemie actief op beide platformen en produceert een groot pallet van verschillende typen content. Ze begon echter met humoristische content en was daarmee succesvol; in 2021 was ze de op één na grootste TikTokker in Canada en wereldwijd stond ze op de vijfde plaats van best betaalde TikTokkers.

## Biografie
Collins werd geboren als tweede in een gezin dat uiteindelijk zou bestaan uit zes kinderen. Haar oudere zuster Jessica neemt zo nu en dan deel aan haar filmpjes. Collins zou in latere interviews aangeven dat ze vaak de clown in haar gezin uithing om binnen het grote gezin de aandacht zo nu en dan naar zichzelf te kunnen trekken. Op 14-jarige leeftijd begon ze een schoonmaakbedrijfje dat ze ongeveer 10 jaar aanhield en waarmee ze al vroeg haar eigen bijverdienste had. Ze was zodanig goed in voetbal dat ze een beurs voor de lokale universiteit van Abbotsford kreeg. Ze stopte echter al snel met haar studie en zou twee jaar lang werken als kapster. Als kapster werkte ze onder meer op de set van Riverdale, een ervaring waar ze positief op terug keek. Haar jongere broertje raadde haar tijdens de coronapandemie aan TikTok-filmpjes te gaan maken, waarna ze startte met het maken van content. Binnen een maand ging ze voor het eerst viral. Ze bleef echter - toen de salons na de eerste coronagolven weer open gingen - knippen, tot ze 15 miljoen abonnees had. Deze houding kwam voort uit haar opvoeding, waarin haar ouders altijd hadden aangedrongen op een vaste betrekking met een pensioen, waardoor influencing een onhoudbare levensstijl leek.
Colins is open over haar mentale uitdagingen, die ze al sinds ze 12 jaar oud was ervaart. Zo sprak ze met Anthony Padilla over burn-out en haar uitdagingen met het nemen van voldoende vrije tijd. Ook met Doctor Mike, mede-youtuber en arts, sprak zij over over haar eetstoornis, obsessieve-compulsieve stoornis (die haar eetstoornis verergerde en zich uitte in orthorexia nervosa) en depressie. Ze gaf daar aan dat haar familie essentieel was in het bestrijden van haar anorexia nervosa en dat zij waarschijnlijk dood zou zijn zonder de steun van haar familie.

## Influencing
Collins is zowel actie op Youtube als op Tiktok. Ze heeft een breed repertoire dat varieert van documentaires over misdaad en sektes, sketches, filmpjes met en over haar familie en vrienden en meer traditionele content die we bij influencers terugzien, zoals het testen van virale producten. Op Youtube had ze in 2024 meer dan 11 miljoen abonnees. Op TikTok had zij in datzelfde jaar meer dan 50 miljoen volgers.
Ze maakt geregeld filmpjes met Celina SpookyBoo, een vriendin van haar en andere bekende Canadese Youtubster. Samen met Celina en Sam and Colby, die ghost hunter content maken en proberen geesten op te zoeken in vervallen en verlaten locaties, maakte zij een filmpje dat genomineerd werd voor een Streamy Award in 2022.